# 前野為定
前野 為定（まえの ためさだ、生没年不詳）は、室町時代から安土桃山時代（戦国時代）にかけての武将・兵法者。実名は坪内兼光。正六位上・左近将監。

## 人物
尾張国の土豪・坪内家の正式な二代当主・坪内友定の子に生まれる。坪内頼定の子とする資料もある。通称・惣兵衛、もしくは宗兵衛。藤原利仁流富樫氏族坪内氏の三代目当主。一部の資料には坪内勝定の父とされているが、誤りであり、勝定は為定の弟である。兵法者としても知られる。初め犬山織田家の織田信康・信清の家臣で、松倉城の坪内衆や川並衆と呼ばれる集団に属していた。だが犬山織田家を浪人して前野長康らと生駒屋敷に居候し、生駒屋敷にて織田弾正忠家の織田信長と出会った。信長の美濃攻略の際には木下藤吉郎に協力し、新加納に砦（後に旗本坪内氏の本拠となる陣屋）を築き、坪内家一門衆を説得して墨俣築城に協力させた。さらに小坂雄吉の協力も得るため説得するが失敗。二度目は蜂須賀正勝から預かった書状を持って雄吉のもとへ説得に行き、協力を得た。この時互いに協力して説得に行った前野時氏の娘を妻にし、養子となって前野為定を名乗る。坪内家の家督は弟の勝定に譲った。時氏のもう一人の子である前野自勝を養子とし、為定は前野自唯と改めた。この子孫は讃岐前野氏、阿波前野氏となった。この系統の後裔の前野庸範は、前野五郎の名で知られ、新撰組や靖兵隊の伍長として活躍した。

## 氏族
坪内氏は藤原利仁と輔世王女の息子の藤原叙用の後裔の加賀国守護で安宅の関の関守の富樫左衛門泰家の子の富樫長泰（庄九郎、藤三郎）の継嗣である富樫親泰（庄次郎光忠）の後裔で為定の父である坪内頼定（時定）を始祖とする。坪内頼定は加賀国富樫郷より尾張国に赴き、犬山織田家に仕え、松倉城（現在は城跡を示す碑のみがある）を築城し城主となり始めて正式に坪内氏を称す。為定は前野氏に養子入りしたため、弟の坪内勝定が坪内家を継いだ。勝定の後は嫡男の坪内利定が継ぎ、以後坪内家は江戸幕府の旗本として存続する。

## 系譜
- 祖父：坪内基定
- 実父：坪内頼定
- 養父：坪内友定（定兼）のち前野時氏
- 兄：坪内友定
- 弟：坪内勝定
- 弟：坪内重定
- 妻：前野時氏娘
- 養子：前野自勝（宗高）
- 養子：坪内勝定（坪内家の家督を継いだ）